# IC 1714
IC 1714 ist eine Galaxie vom Hubble-Typ S im Sternbild Walfisch am Südsternhimmel. Sie ist schätzungsweise 251 Millionen Lichtjahre von der Milchstraße entfernt.
Das Objekt wurde am 20. September 1897 von Lewis Swift entdeckt.